# Ельбрус
Ельбру́с — найвища вершина Кавказького хребта, розташований в системі Бічного хребта північніше Великого Кавказького хребта на кордоні республік Кабардино-Балкарія та Карачаєво-Черкесія.
Найвища вершина Російської Федерації. Оскільки кордон між Європою та Азією неоднозначний, нерідко Ельбрус називають також найвищою європейською гірською вершиною, тобто зараховують її до списку «Семи вершин».
Двовершинний сідлоподібний конус сплячого андезитового стратовулкана на високому цоколі з гранітів та кристалічних сланців. Західна вершина Ельбрусу (висота 5642 м) та східна (5621 м) розділені глибокою сідловиною (5 325 м) і розташовані одна від одної на відстані приблизно 3000 м. Ельбрус укритий шапкою фірну та льоду, від якої в різні боки спускаються 54 льодовики (найбільші — Великий Азау, Ірік, Терскол (льодовик)). Площа зледеніння становить 134,5 км²
Останнє виверження датується 50 роком н. е. ± 50 років.
За російською альпіністською класифікацією Ельбрус оцінюється як 2А сніжно-льодова вершина, проходження обох вершин — 2Б. Є й інші, складніші маршрути, наприклад Ельбрус (З) по С-З ребру 3А.

## Назва
Припускається, що назва походить від іранського Айтибарес — «висока гора», більш імовірно — від іранського «блискучий, осяйний» (як і Ельбурс в Ірані): вічні сніги, що вкривають гори, сліпучо сяють на сонці. Грузинська назва Ялбуз «грива снігу» — від тюркського ял «буря», буз «лід». Вірменське Альберіс, ймовірно, фонетичний варіант грузинської назви; можливо існує зв'язок із загальноєвропейською основою, з якої походить топонім Альпи. У інших народів: балкарською і карачаєвською Мінгітау — «Вічна гора», абхазькою Орфі-туб — «гора блаженних», черкеською Куска-маф — «гора, що приносить щастя», кабардинською Хоашхьемахе — «гора дня» («південна»?); Антична назва лат. Strobylus.
Інші назви:
- Ельбурус — направляч вітрів (ногайською).
- Асхар-тау — сніжна гора асів (кумицькою), місце розташування географічно не визначено.
- Джин-падишах — цар гірських духів (тюркське).
- Ялбуз — грива снігу (турецькою).
- К'усхьемаху (Кусхамаф) — гора, що приносить щастя (адигейською).
- Урюшглюмос — гора дня.
- Шат, Шат-гора — староруська назва (від карачаєвсько-балкарського шат, чат — виступ, улоговина, тобто «гора з улоговиною»)

## Геологія
Міжнародний колектив учених під час дослідження Мезмайської печери виявив шари з вулканічним попелом від двох стародавніх вивержень:
- Перший шар попелу — виверження Ельбрусу, датування за похолодання Хейнріх 5 близько 45 тисяч років тому.
- Другий шар попелу — виверження Казбека, яке приблизно відбулося одночасно з виверженням в Італії (Флегрійські поля, тефра Y 5) близько 40 тисяч років тому. За припущеннями вчених, після останнього виверження населення Мезмайської печери (неандертальці), полишило її.

## Розташування

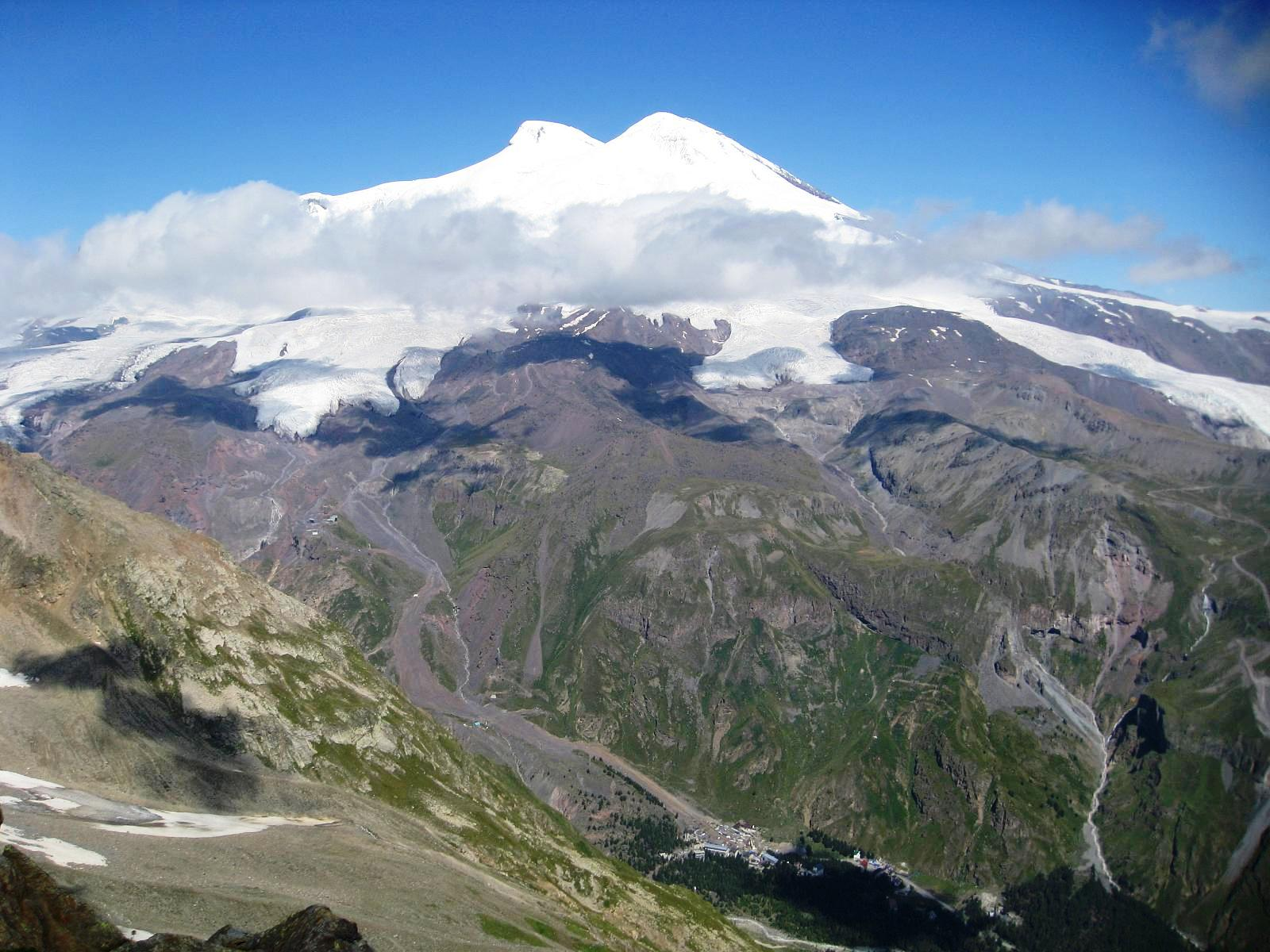
Ельбрус

### Ущелини
Адилсу, Шхельди, Адирсу, масиви Донгуз-Орун та Ушба дуже популярні серед альпіністів і гірських туристів. Приельбрусся — найпопулярніший гірськолижний курорт Російської Федерації.

### Льодовики
Загальна площа льодовиків Ельбрусу 134,5 км²; найвідоміші з них: Великий і Малий Азау, Терскол.

## Інфраструктура
Переважно зосереджена на південних схилах, де розташована маятникова і крісельна канатна дорога. Висота підйому канатної дороги — 3750 метрів, тут розташований гірський притулок «Бочки», що має понад десять шестимісних утеплених житлових вагончиків і кухню. На початку XXI століття це основне місце початку сходжень на Ельбрус. На висоті 4000 м розташований найбільш високогірний готель «Притулок одинадцяти», що згорів наприкінці XX століття, на базі котельні якого збудовано нову будівлю, що теж активно використовується альпіністами. Встановлено кілька житлових 12-ти місцевих вагончиків, кухня. Вечорами працює дизель-генератор з подачею електроенергії до вагончиків.
На висоті 4600-4700 м розташовані скелі Пастухова. Вище скель Пастухова взимку розташовано льодове поле. З висоти 5000 починається так звана коса полиця — стежка з плавним набором висоти. Стандартний маршрут на Західну і Східну вершини проходить через сідловину. Від сідловини обидві вершини підіймаються на висоту близько 300 м.
З 2007 року на сідловині гори (висота 5300 м) будується рятувальний притулок («Станція EG 5300»). Притулок матиме вигляд півсфери геодезичного купола діаметром 6,7 м, встановленій на фундаменті з габіонів. 2008 року виконана рекогносцировка місцевості, підготовлений базовий табір, почалося проектування притулку. 2009 року були виготовлені конструкції купола, почалися будівельні роботи: учасники експедиції спорудили габіони і доставили елементи купола до місця будівництва (зокрема з використанням вертольота). Закінчення будівництва планувалося 2010 року. Станція EG 5300 була відкрита 1 вересня 2010 року, але у листопаді була зруйнована ураганним вітром.
2012 року на сідловині було споруджено новий притулок — Red Fox 5300.
З північного боку інфраструктура розвинена слабо — на одній з морен (на висоті близько 3800 м) розташовано кілька хатин, які використовуються туристами та співробітниками Міністерства надзвичайних ситуацій Російської Федерації. Зазвичай ця точка використовується для сходжень на Східну вершину, шлях до якої проходить через скелі Ленца (від 4600 до 5200 м), що є гарним орієнтиром для альпіністів.

## Історія сходжень
У 1813 році російський академік В. К. Вишневський вперше визначив висоту Ельбрусу (5421 м).
Перше успішне сходження на одну з вершин Ельбрусу відбулось 1829 року в експедиції під керівництвом генерала Г. А. Еммануеля, начальника Кавказької укріпленої лінії. Експедиція мала науковий характер (Ельбруська експедиція Російської академії наук була організована з П'ятигорська, про що є запис у гроті Діани), її учасниками були: академік Адольф Купфер — геофізик, геолог, засновник Головної фізичної обсерваторії в Петербурзі, фізик Емілій Ленц, зоолог Едуард Мінетріє, засновник Російського ентомологічного товариства, ботанік Карл Меєр, що згодом став академіком і директором ботанічного саду Російської Академії наук, художник-архітектор Йосип (Джузеппе-Марко) Бернардацці, угорський вчений Янош Бесс. Допоміжна служба експедиції Еммануеля складалася з 650 солдатів і 350 лінійних козаків, а також місцевих провідників.
Безпосередньо у сходженні брали участь Купфер, Ленц, Меєр, Мінетріє, Бернардацці, 20 козаків і провідники. Однак відсутність досвіду, і низька якість альпіністського спорядження змусили багатьох учасників повернути назад. Подальше сходження продовжили тільки четверо: Емілій Ленц, козак Лисенков та дві особи з групи провідників — Хілар Хачиров і Ахійя Соттаев. На висоті близько 5300 м через нестачу сил змушені були зупинитися Ленц та двоє його супровідників. Першим на східну вершину близько 11 години ранку 10 липня 1829 піднявся карачаєвський провідник Хілар Хачіров. Ця подія була відзначена рушничним салютом у таборі, де генерал Еммануель спостерігав за сходженням крізь потужну підзорну трубу.
На місці перебування табору на одному з каменів було вибито пам'ятний напис, розташування якого з часом загубилося. Його виявили радянські альпіністи в XX столітті (випадково, через 103 роки — вона була прихована під віковим нашаруванням лишайників).
Перше успішне сходження на західну, найвищу вершину (5642 м, вона вище східної на 21 м), здійснила 20 липня 1874 року група британських альпіністів на чолі з географом і учасником першого сходження 86-літнім провідником-балкарцем А. Соттаевим.
Вважається, що першим побував на обох вершинах двоголового Ельбрусу російський військовий топограф українського походження Андрій Васильович Пастухов (1860—1899). 1890 року у супроводі чотирьох козаків Хоперського полку він здійснив сходження на західну його вершину, а через шість років, у 1896 році з п'ятої спроби підкорив східну. Також Пастухов вперше склав карти вершин Ельбрусу.
У серпні 1974 року три стандартні (без лебідок і протибуксувальних ланцюгів) автомобілі УАЗ-469 під час випробувального пробігу досягли льодовика на горі Ельбрус на висоті 4000 метрів.
У 1997 році двоє шведських авантюристів, альпіністів та лижників Йон Вільхельмссон (1976, Окельбо, Швеція) і Ніклас піднялися на Ельбрус, здійснивши дивовижний спуск за допомогою лижної техніки Телемарк. Чи були вони першими лижниками та іноземцями, які досягли цього успіху, залишається невідомим. Задокументованих випадків більш ранніх спусків Телемарка з Ельбрусу не виявлено.
У 2016 році російські альпіністи Артем Куімов та Сергій Баранов встановили рекорд Гіннеса, піднявши квадроцикл на висоту 5642 м.
Зараз Ельбрус дуже популярний для сходжень, як в альпінізмі, так і в гірському туризмі.

## Ельбрус під час німецько-радянської війни
Внаслідок свого символічного значення як найвищої точки Європи Ельбрус став ареною запеклого протистояння в роки німецько-радянської війни, в якому брали участь зокрема підрозділи німецької гірсько-піхотної дивізії «Едельвейс». В ході битви за Кавказ 21 серпня 1942, після заняття гірських баз «Кругозір» та «Притулок одинадцяти» німецьким альпійським стрільцям вдалося встановити на західній вершині Ельбрусу нацистські прапори. При цьому, захоплення Ельбруса не входило у плани верховного німецького командування:
… Підрозділ гірських єгерів опанував Ельбрусом, найвищою точкою Кавказу, піком, оточеним великими глетчерами, і встановив на ньому німецький бойовий прапор. Звичайно, це була безглузда справа; втім, цілком нешкідлива, всього-на-всього пригода завзятих альпіністів. Ми всі проявили навіть певну поблажливість до цього епізоду, що здавався нам абсолютно незначним і несуттєвим. Мені вже до цього доводилося бачити Гітлера оскаженілим. Але рідко він так вибухав, як по отриманні цього донесення. Припадок люті тривав кілька годин, ніби цією витівкою був зірваний весь його стратегічний задум. Навіть кілька днів потому він перед усім і кожним паплюжив «цих божевільних скелелазів», яких «слід було б віддати під військовий трибунал». У самий розпал війни вони грають у свої честолюбні іграшки, — продовжував він обурено, — займають цей ідіотський пік, коли він наказав зосередити всі сили на прориві до Сухумі. (А Шпеєр. Спогади)
Одночасно існує інформація про те, що в німецьких газетах були надруковані захоплені статті, присвячені установці прапорів на обох вершинах Ельбрусу, а всіх учасників нагородили залізним хрестом і жетоном з написом «Пік Гітлера» (планована нацистами назва Ельбрусу).
До середини зими 1942—1943 років вермахт був вибитий зі схилів Ельбрусу, а 13 і 17 лютого 1943 року радянські бійці-альпіністи здійснили сходження відповідно на західну і східну вершини Ельбрусу, де встановили радянські прапори.

## Нещасні випадки
Незважаючи на порівняльну простоту сходження на вершини Ельбрусу, на ньому щорічно, за різними оцінками, гине від п'ятнадцяти до двадцяти осіб, що становить близько 80 % усіх нещасних випадків у Пріельбруссі. Серед загиблих і постраждалих не тільки туристи-аматори (так звані «дикі туристи»), а й найчастіше досвідчені підготовлені спортсмени з відповідним гірським досвідом.
Основними об'єктивними небезпеками на маршрутах сходження є численні льодовикові тріщини, погодні умови — через специфічне розташування і своє домінуюче становище погода на Ельбрусі може зіпсуватися за лічені години, що, поряд зі зменшенням видимості та різким падінням температури номінальної та відчутної) призводить до втрати орієнтації та гіпотермії, а також можлива недостатня висотна акліматизація висхідників і такі пов'язані з нею фактори, як зневоднення, значне погіршення самопочуття і, як наслідок, втрата концентрації уваги.
Точної статистики щодо всіх загиблих і постраждалих на Ельбрусі немає. З-поміж організованих альпіністських сходжень у період з 1929 по 2010 роки на Ельбрусі загинули 29 спортсменів різного рівня кваліфікації аж до «Майстра спорту». Характерними причинами загибелі є гіпотермія та травми, отримані в результаті зривів або падіння в тріщини. випадків масової загибелі альпіністів найвідоміші трагедії 9 травня 2006 року, коли на сідловині Ельбрусу замерзли одинадцять із дванадцяти туристів, які робили сходження за Західну вершину і 23 вересня 2021 року, коли група з 19 альпіністів-аматорів у супроводі чотирьох альпіністів-професіоналів потрапила у важкі метеоумови на висоті 5400 м, тоді загинуло 5 осіб.
У липні 2009 року на висоті 5100 метрів неподалік вершини Кюкюртлю, що є частиною масиву Ельбрус, при приземленні розбився вертоліт Мі-8, що належав МНС Росії. У салоні була експедиція Валерія Розова, відомого бейсджампера та альпініста. Подія обійшлася без загиблих, легко постраждав бортінженер. Групі вдалося спуститися до рятувальників до темряви. Сам вертоліт так і залишився лежати на висоті 5100.

### Галерея

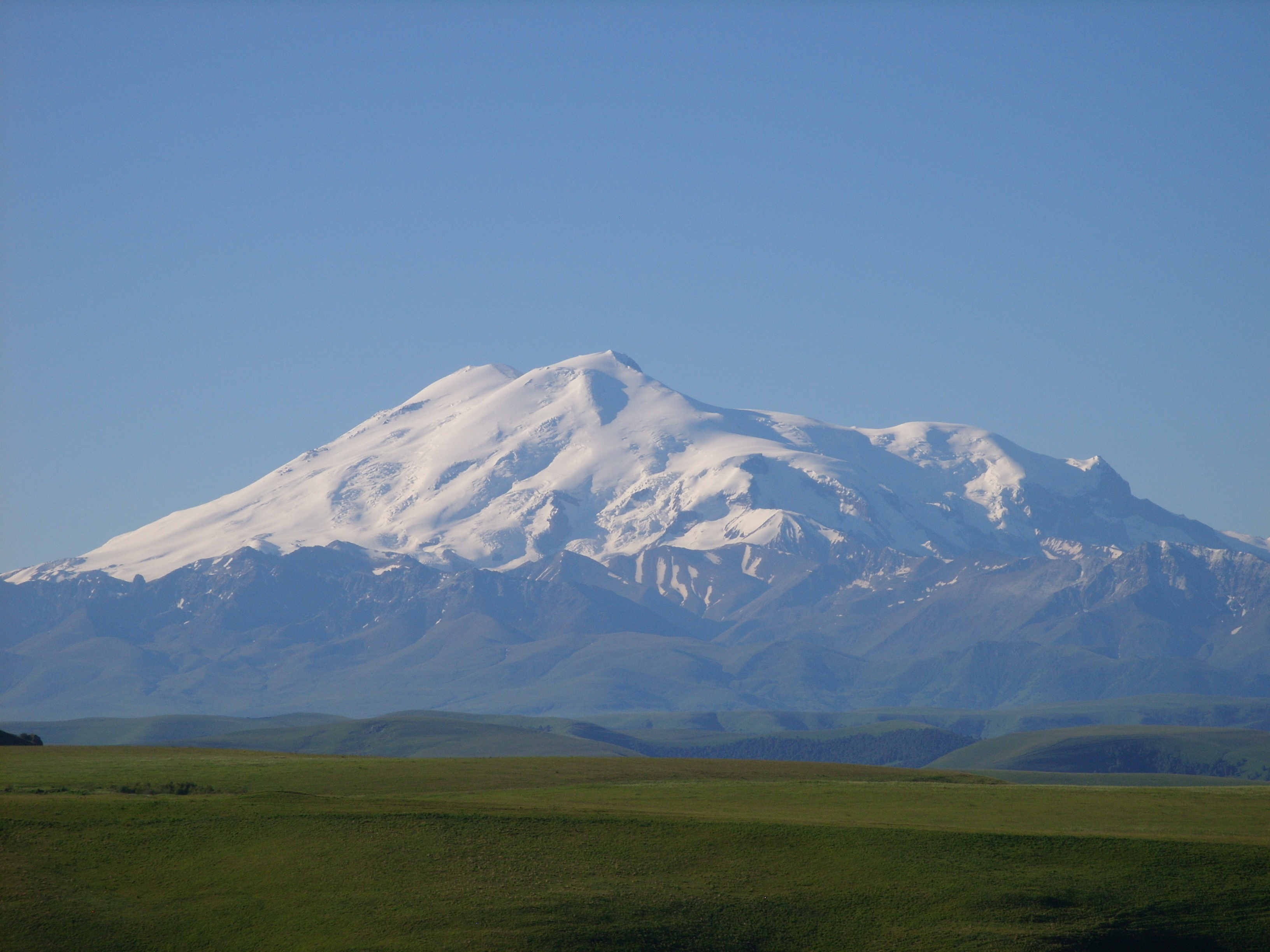
Перегляд Ельбрус з перевалу Гумбаші
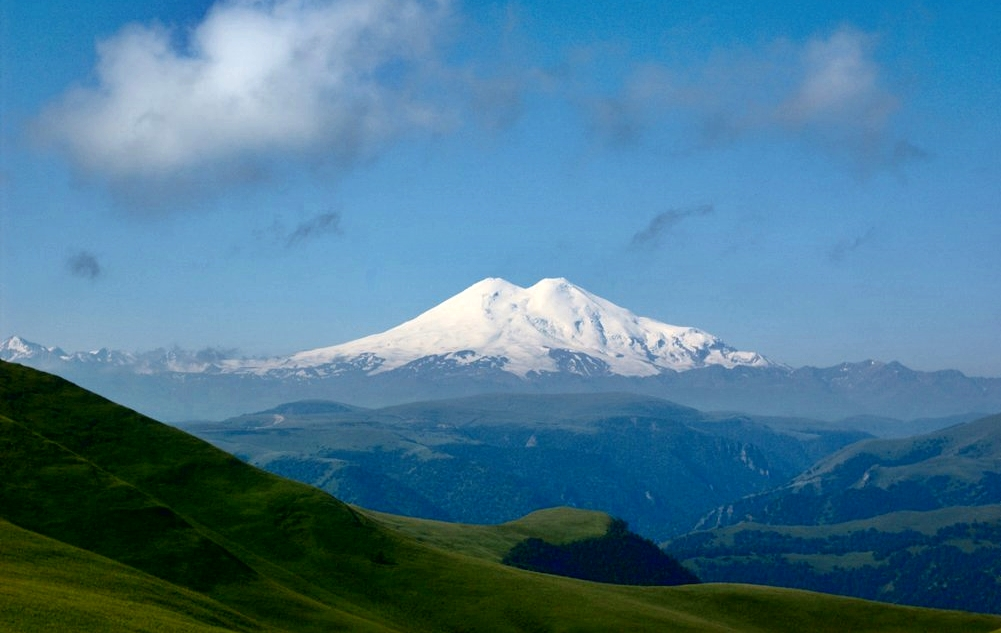
Єльбрус. Вид з урочища Шатджатмаз
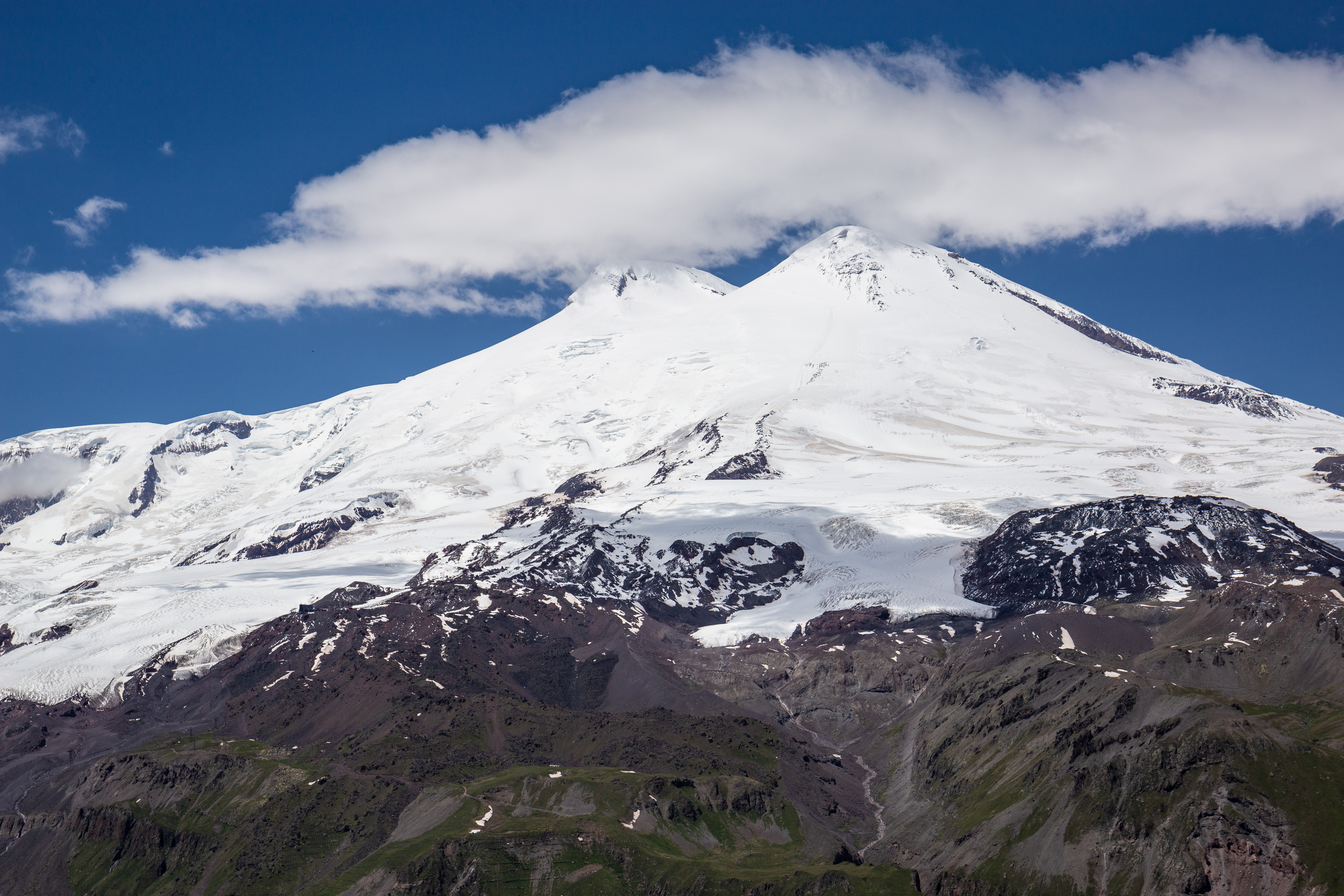
Перегляд Ельбрус з Чегета
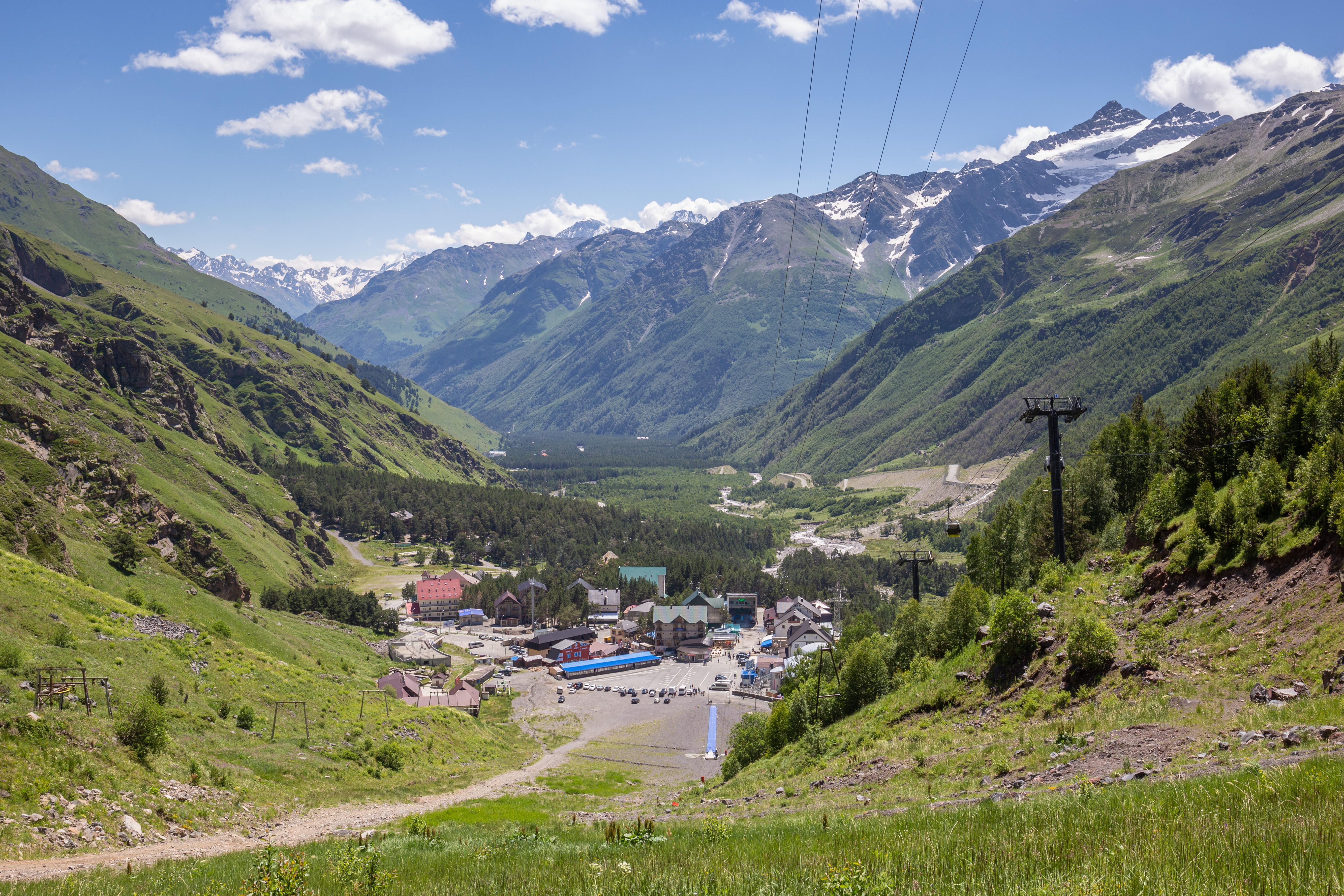
Вид на Поляну Азау (2350 м)
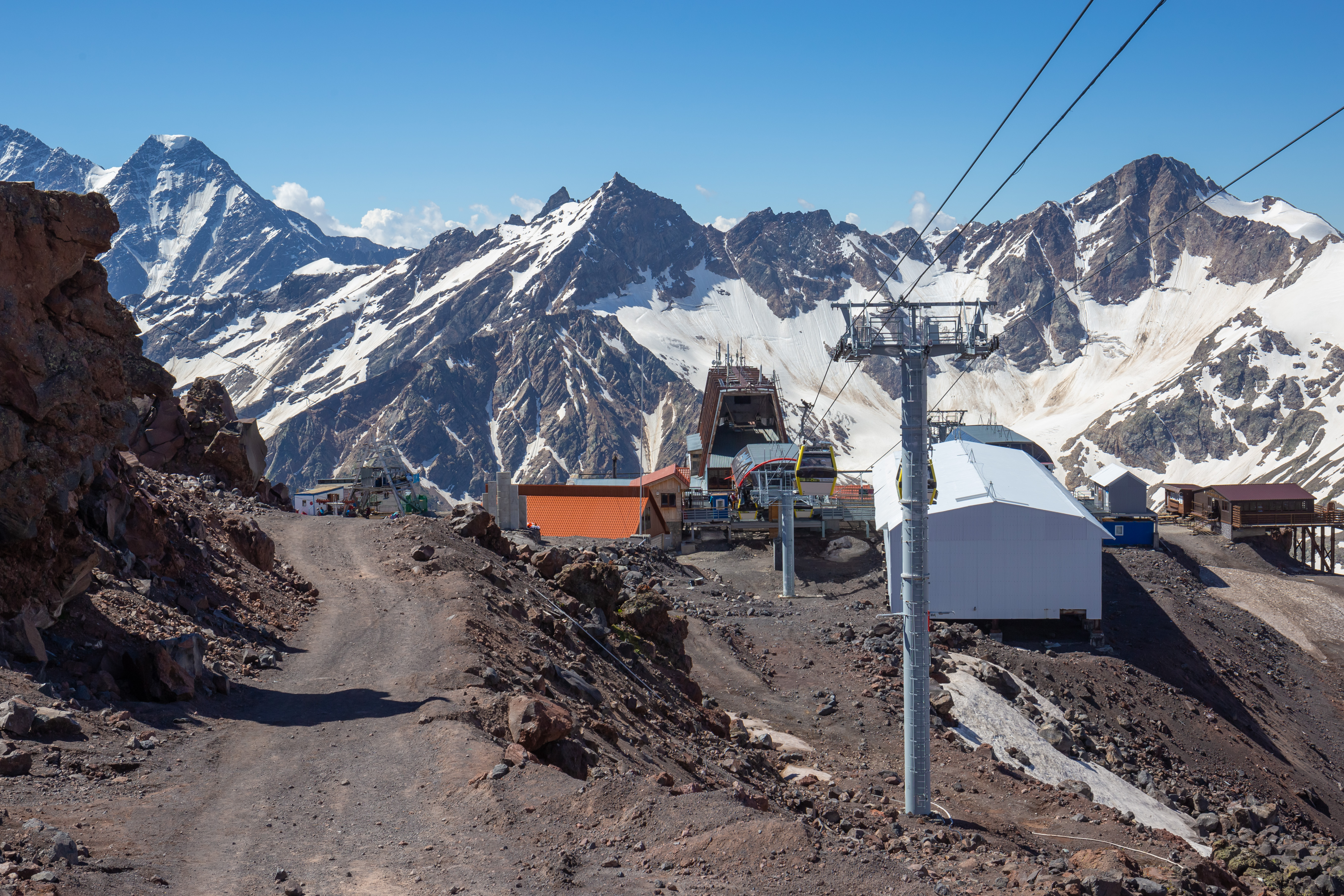
Канатна дорога, станція "Мир" влітку (3460 м)
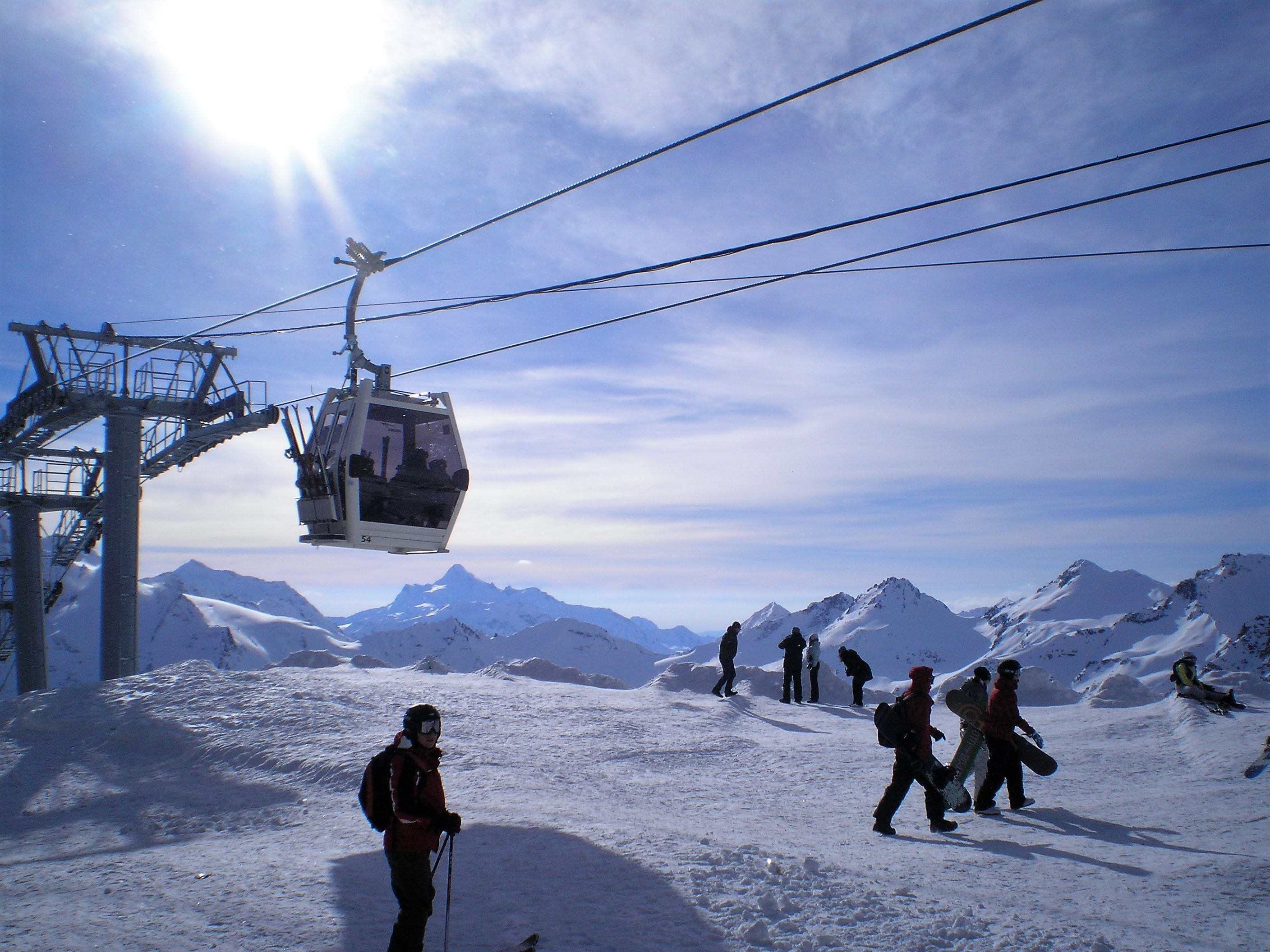
Канатна дорога, станція "Мир" зимою (3460 м)
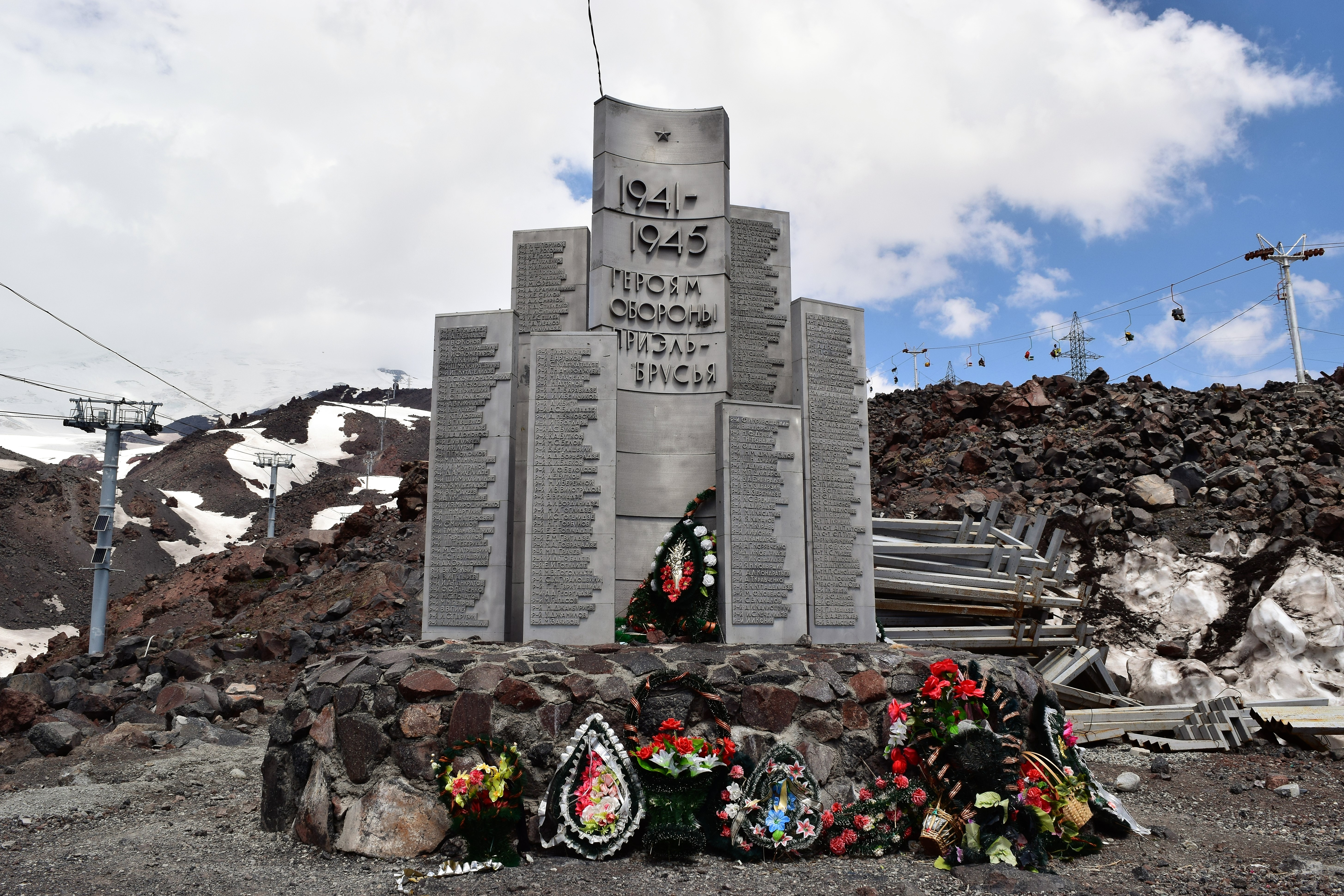
Пам'ятник захисникам Пріельбрусся поруч зі станцією «Мир» (3460 м)
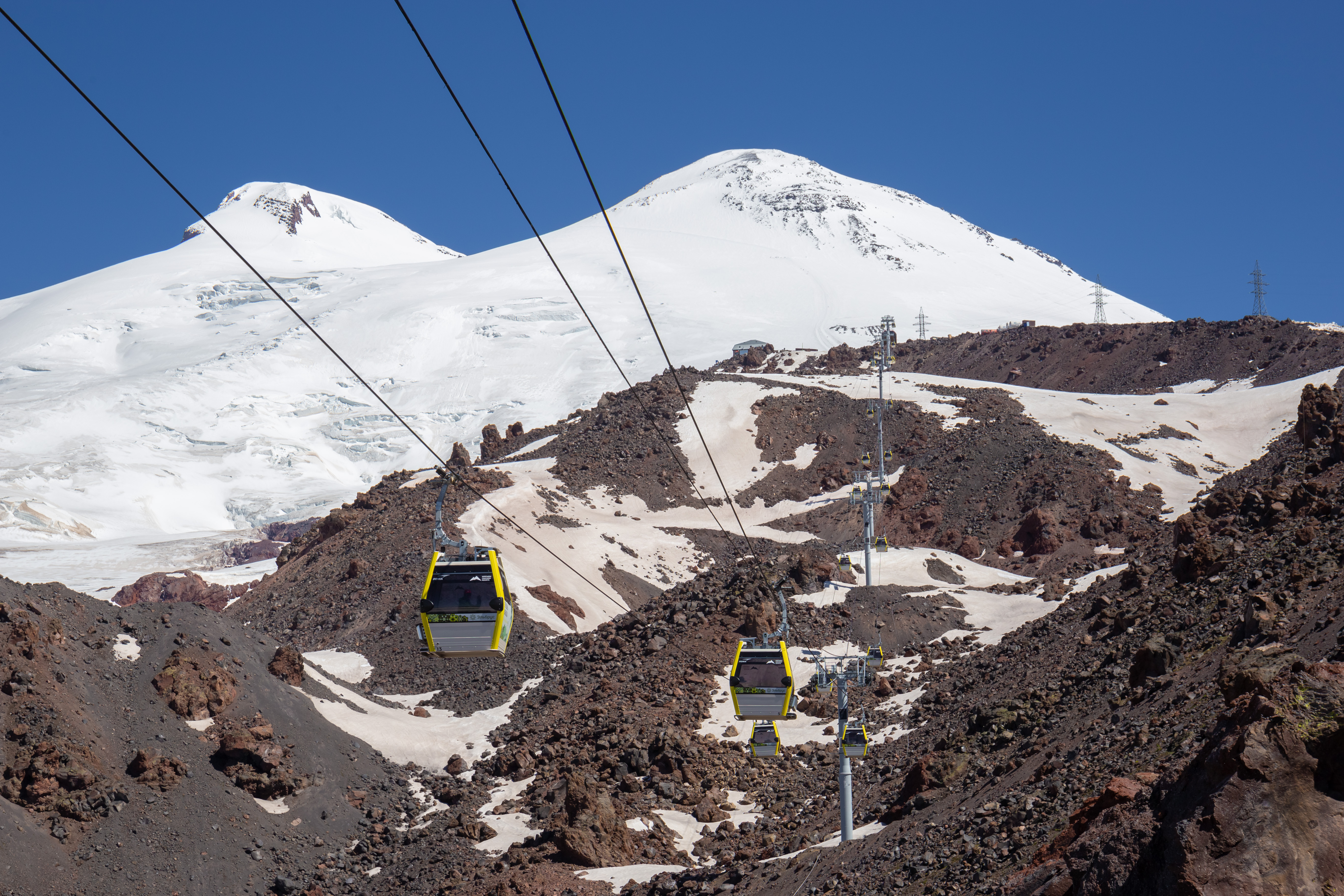
Канатна дорога від станції "Мир" до станції "Гарабаші" у липні (3500 м)
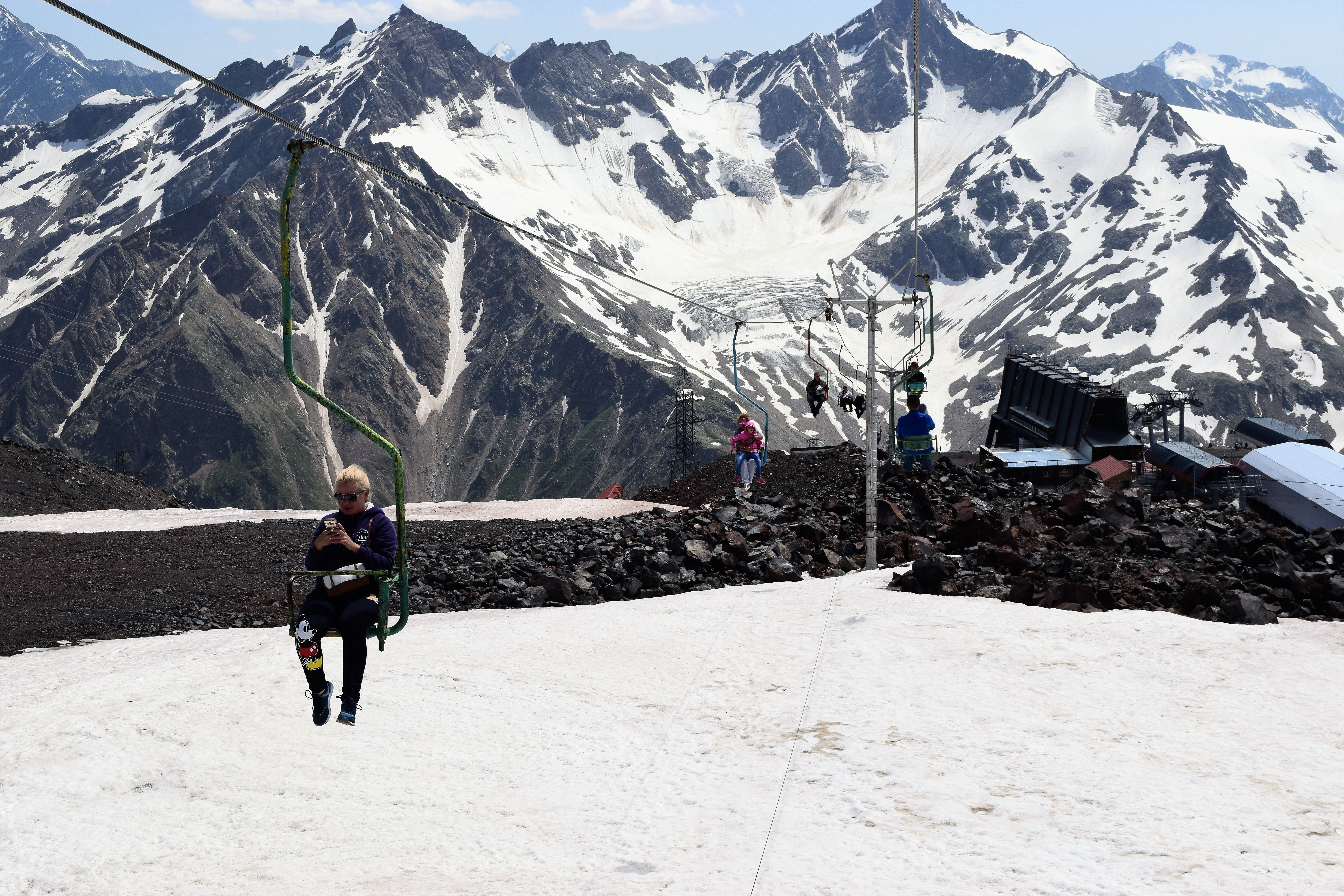
Ельбрус, третя черга канатної дороги "станція Мир - станція Гара-Баші" (3850 м)
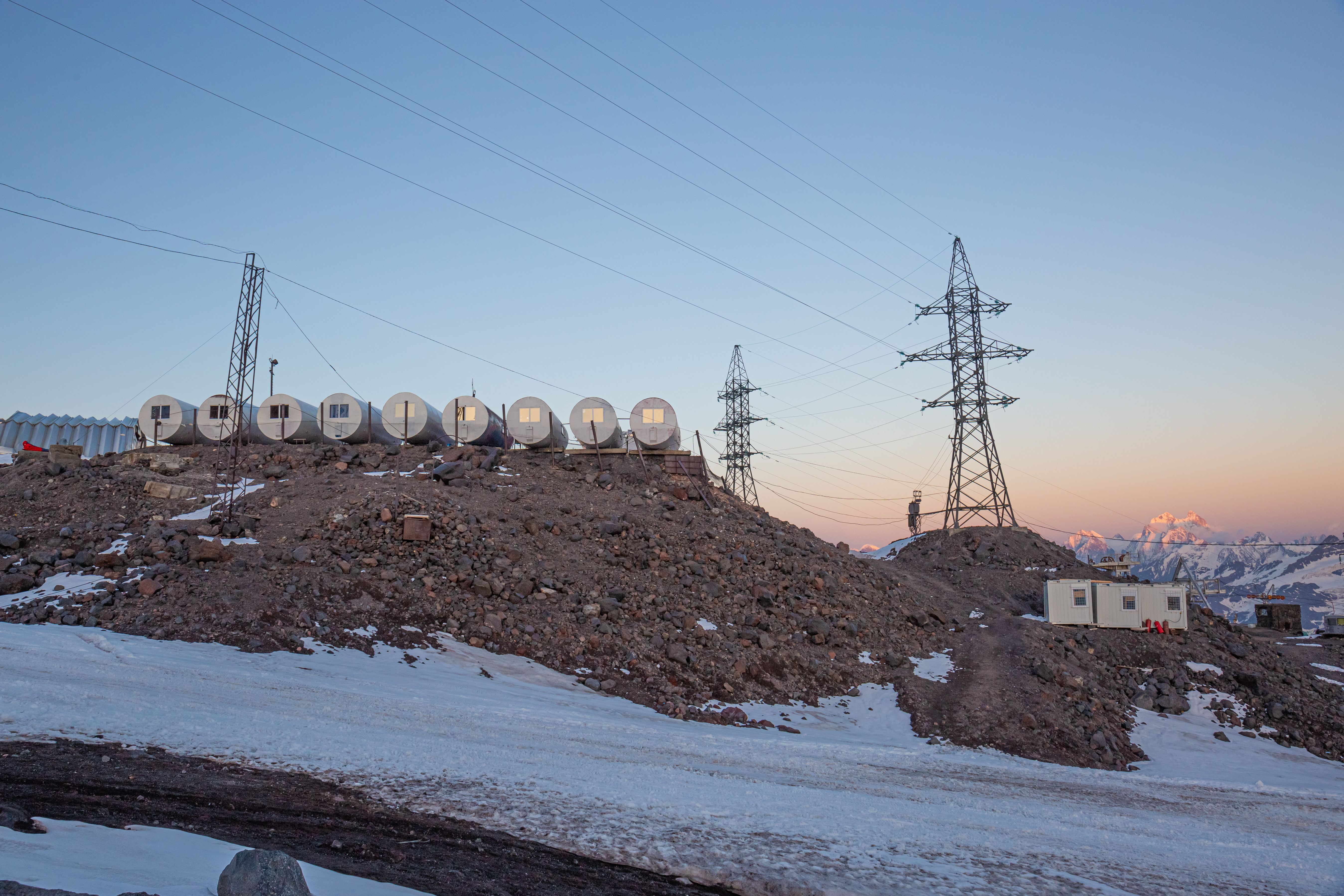
Бочки біля нижньої станції Гара-Баші (3700 м)
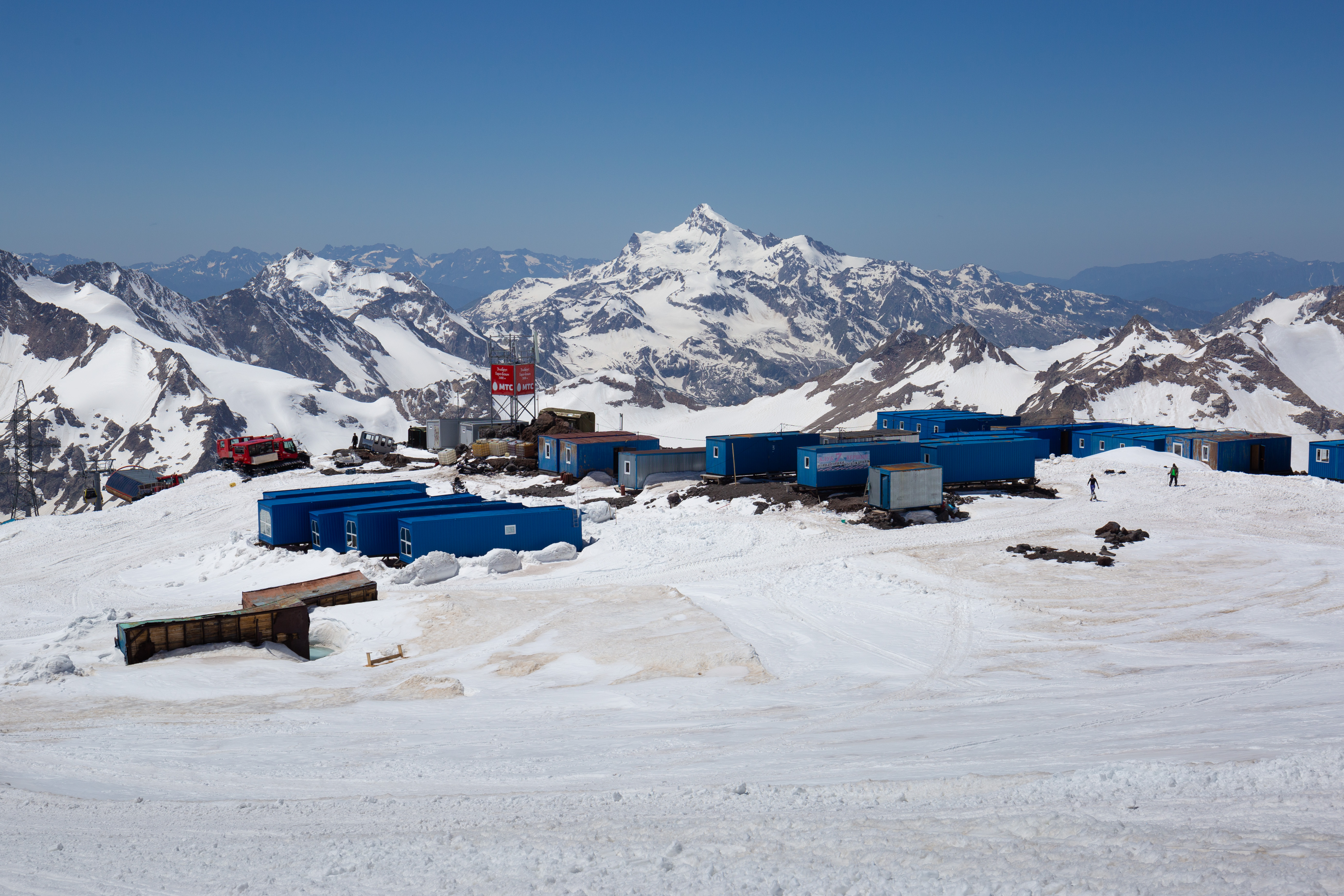
Будиночки-притулки біля верхньої станції Гара-Баші (3850 м)
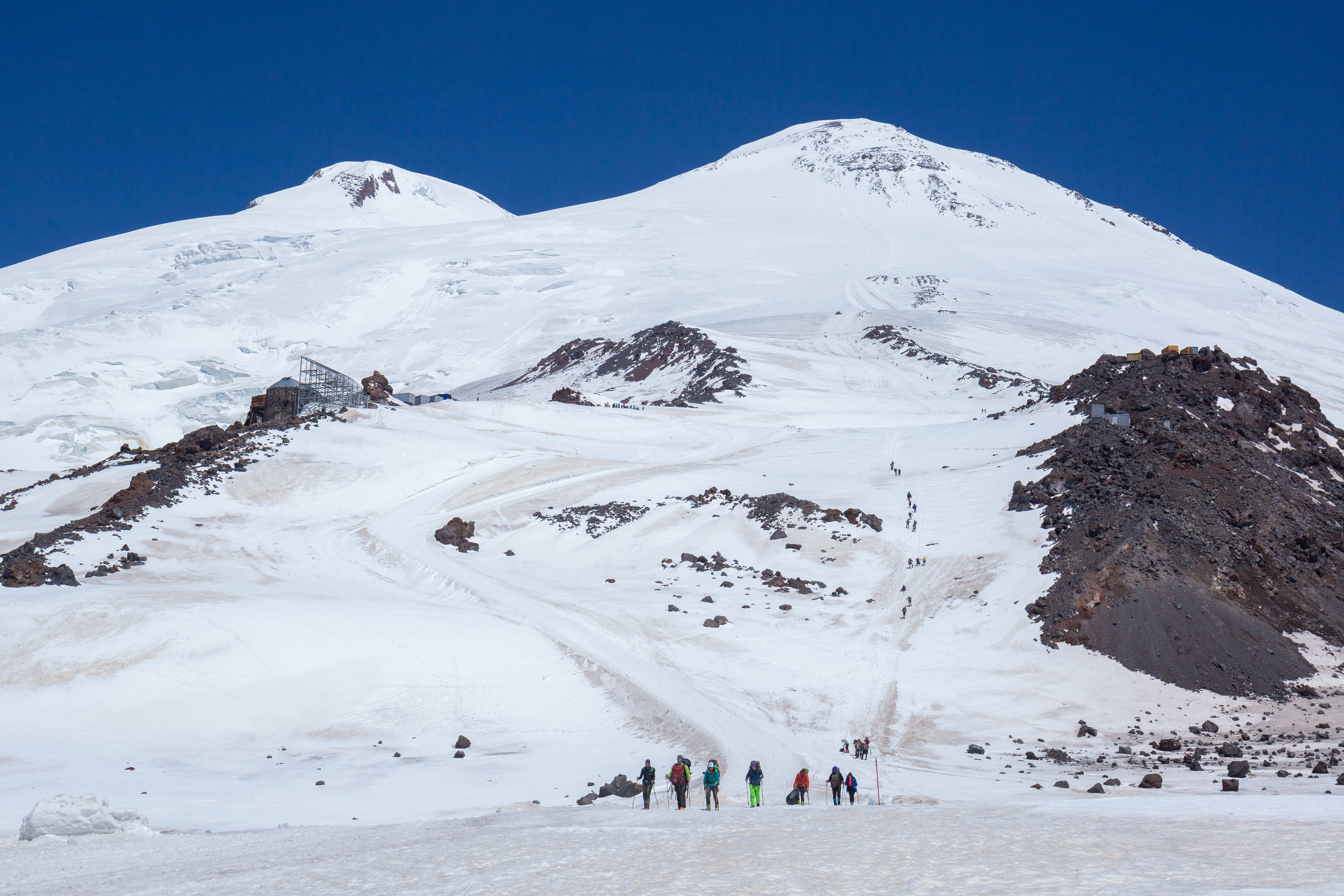
Вид на Притулок одинадцяти, скелі Пастухова та косу поліцю (3960 м)
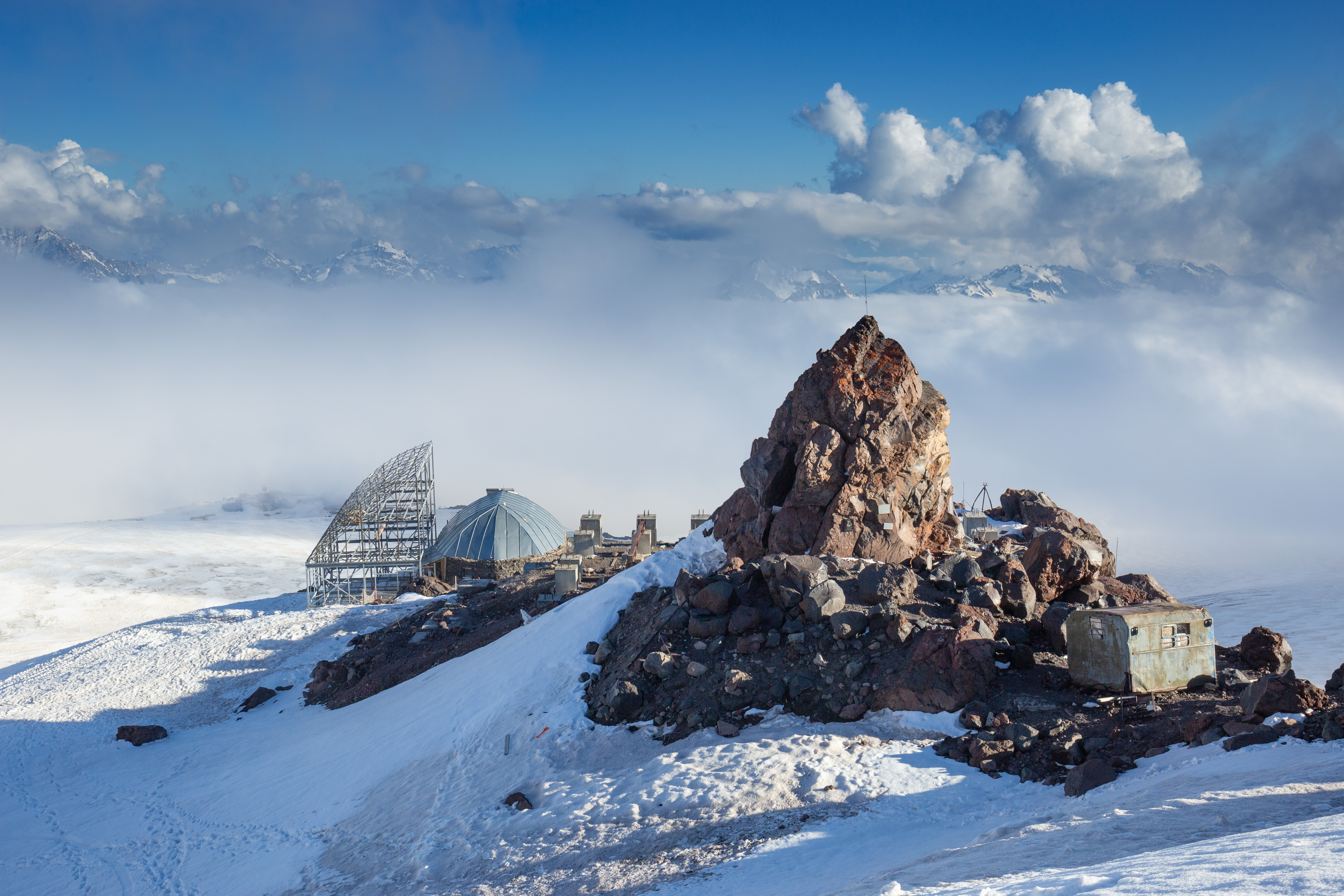
Притулок одинадцяти (4050 м)
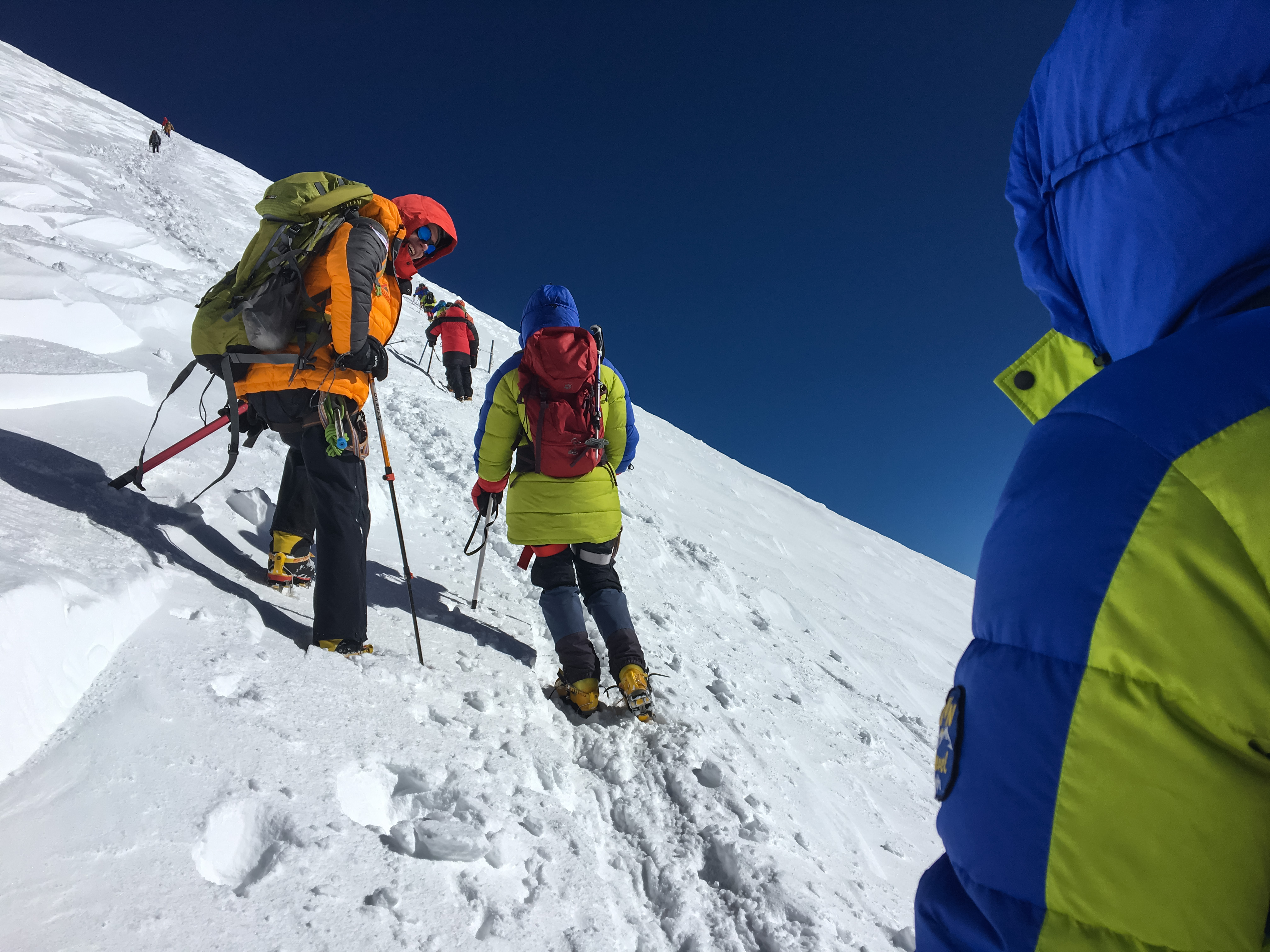
Альпіністи піднімаються на Західну вершину з сідловини (5416 м)
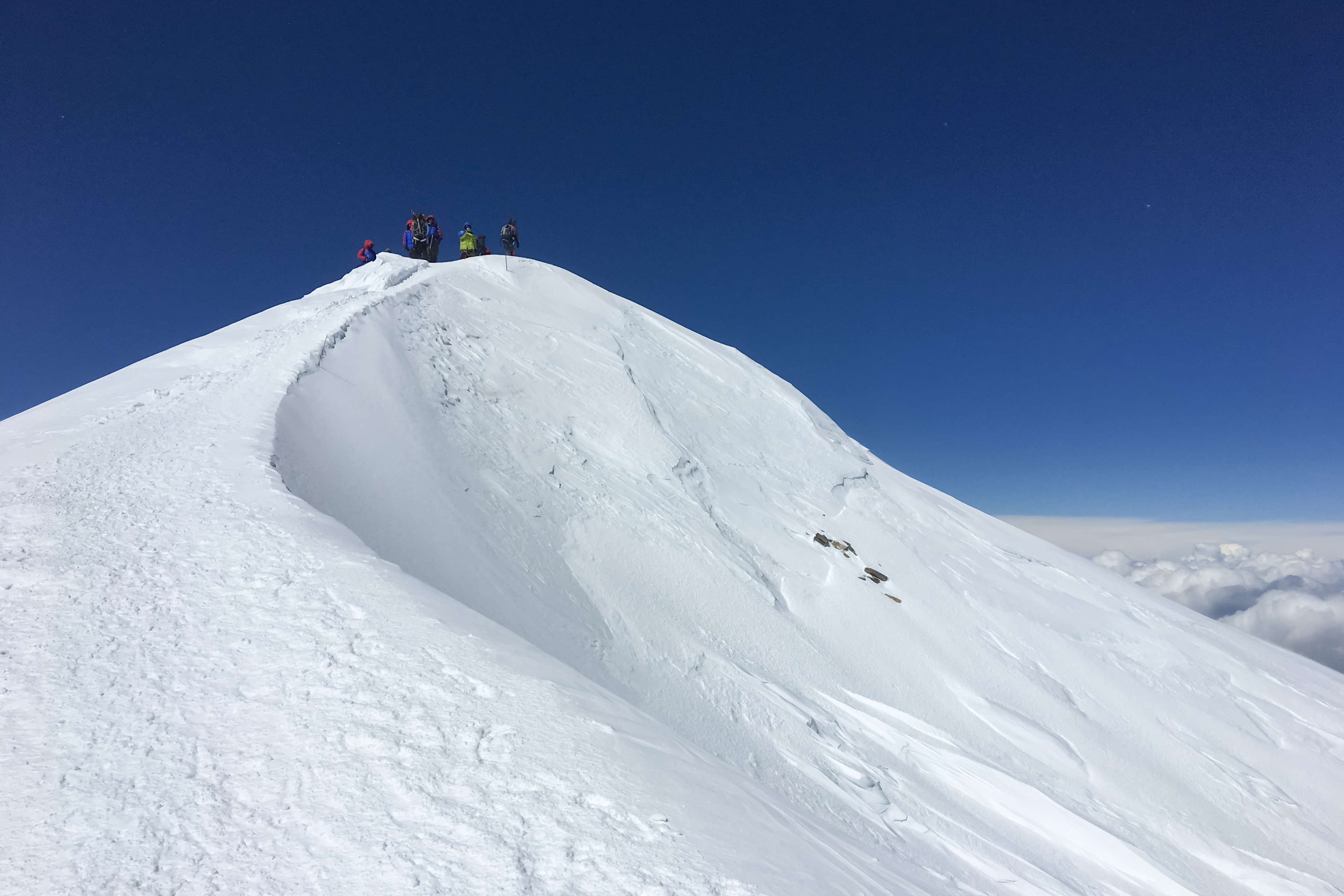
Західна вершина Ельбрусу (5642 м)
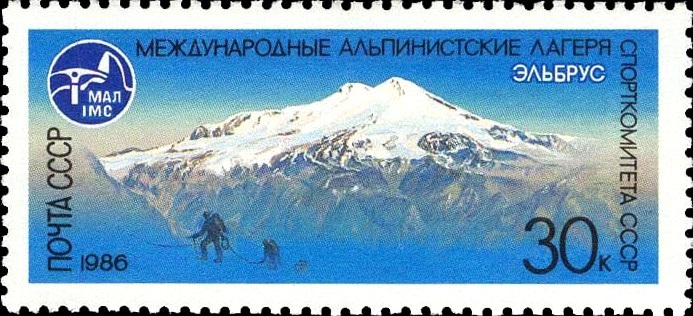
Поштова марка СРСР №5760. 1986 р. Єльбрус.
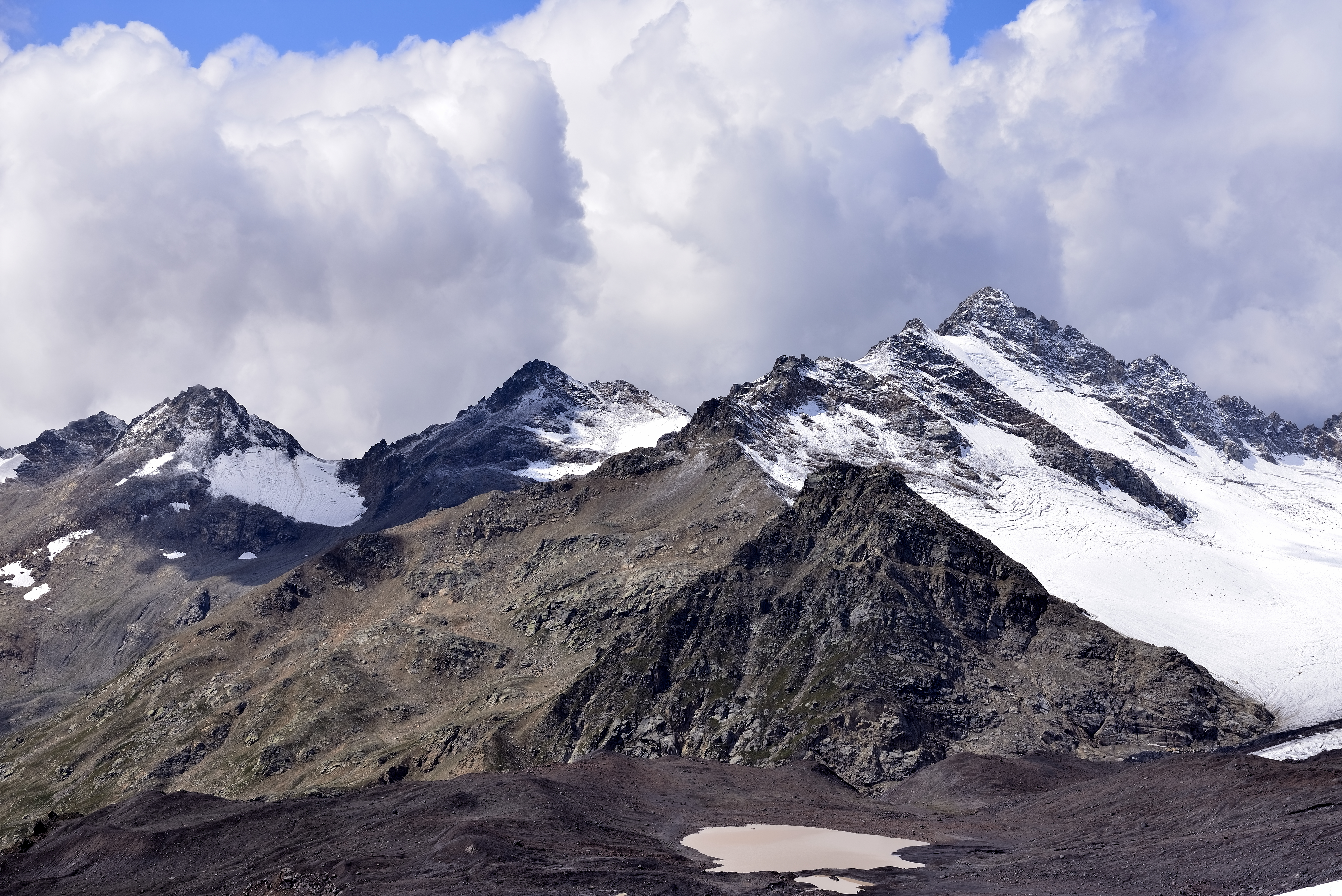
Озеро Азау (Ельбруське озеро)
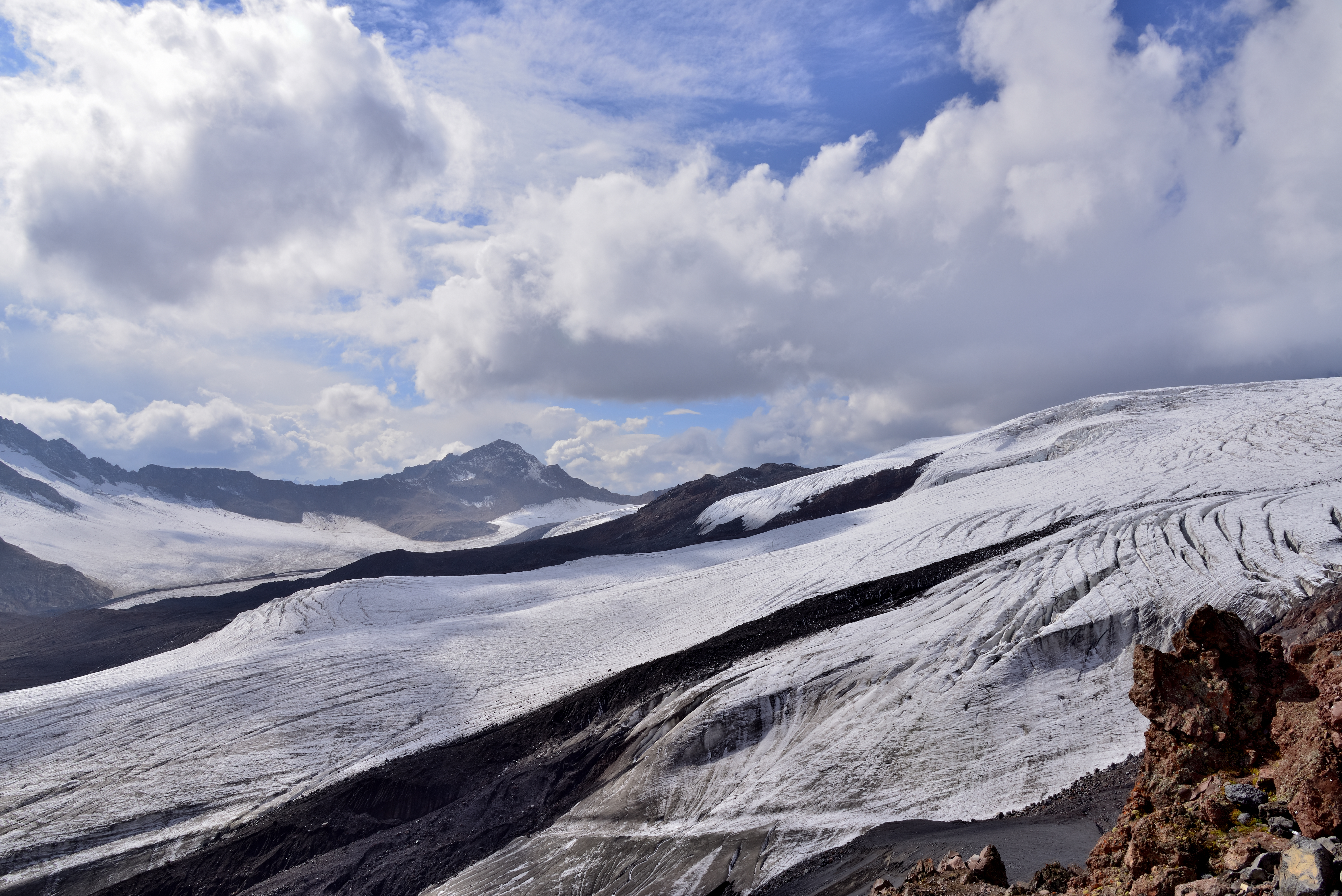
Вид на льодовик Малий Азау

## Ресурси Інтернету
Вікісховище має мультимедійні дані за темою: Ельбрус